# Buturugeni (gmina)
Buturugeni – gmina w Rumunii, w okręgu Giurgiu. Obejmuje miejscowości Buturugeni, Pădureni, Podu Ilfovățului i Poșta. W 2011 roku liczyła 4079 mieszkańców. 